# Universitatea de Arhitectură și Urbanism „Ion Mincu”
Universitatea de Arhitectură și Urbanism „Ion Mincu” (UAUIM) este o instituție de învățământ superior din București, poartă numele arhitectului Ion Mincu. În anul 1952, printr-un decret, Facultății de Arhitectură, din cadrul Institutului de Construcții, i se conferă independența și titulatura de Universitate, devenind Universitatea de Arhitectură și Urbanism Ion Mincu.

## Istoric
UAUIM este principala instituție de învățământ superior din România specializată în formarea specialiștilor în arhitectură și urbanism. Fondată în 1892, UAUIM este cea mai veche instituție de acest tip din România, continuând tradițiile învățământului de arhitectură inițiate de Societatea Arhitecților Români.
Învățământul de arhitectură din România a început prin decretul domnitorului Alexandru Ioan Cuza din 1 octombrie 1864, odată cu înființarea "Școlii de Ponți și Șosele, de Mine și Arhitectură". Prima secție de arhitectură a fost desființată curând din lipsa fondurilor și a elevilor. În 1891, Societatea Arhitecților Români a decis să înființeze o școală particulară de arhitectură, condusă de Ion Socolescu și aprobată în 1892. Aceasta a funcționat timp de cinci ani, fiind ulterior oficializată ca Școala Națională de Arhitectură în 1897, parte a Școlii de Belle-Arte din București.
În 1904, arhitectura a devenit o instituție independentă sub numele de Școala Superioară de Arhitectură, avându-l ca director pe Ermil Pangratti. În mai 1932, învățământul de arhitectură a fost reglementat printr-o lege proprie, iar instituția a fost denumită Academia de Arhitectură. În 1938, Academia a fost integrată în Politehnica din București ca Facultatea de Arhitectură, iar între 1943 și 1948 a funcționat și o secție de specializare în Urbanism.
În urma reformei învățământului din 1948, Facultatea de Arhitectură a devenit Institutul de Arhitectură, cu sediul pe strada Biserica Enei nr. 3-5. După o perioadă de independență, în 1949, Institutul a fost încorporat în Institutul de Construcții. În 1952, Facultatea a redevenit independentă sub numele de Institutul de Arhitectură, iar în 1953 a primit numele de Institutul de Arhitectură „Ion Mincu”. În anul 2000, denumirea oficială a fost schimbată în Universitatea de Arhitectură și Urbanism „Ion Mincu”, reflectând diversificarea ofertei educaționale.
Pe lângă actuala Facultate de Arhitectură, după 1990 au fost înființate două noi facultăți: Facultatea de Urbanism în 1997 și Facultatea de Arhitectură de Interior în 2003.

## Absolvenți celebri
- Anca Petrescu, arhitect și politician român.
- Augustin Presecan, arhitect și urbanist român.